# Drapeau franco-ontarien

Une variante du drapeau franco-ontarien

Le drapeau franco-ontarien fut hissé officiellement pour la première fois le 25 septembre 1975 à l'Université de Sudbury, à Sudbury. Les deux créateurs du drapeau sont : Gaétan Gervais, professeur d'histoire à l'Université Laurentienne et Michel Dupuis, étudiant en sciences politiques de première année à la même université. Il fut officiellement adopté en 1977 par l'Association canadienne-française de l'Ontario (ACFO), aujourd'hui l'Assemblée de la francophonie de l'Ontario (AFO).

## Présentation
Le vert et le blanc symbolisent l'été et l'hiver de l'Ontario. La fleur de trille à la droite (Trillium grandiflorum) est l'emblème floral officielle de la province. La fleur de lys à la gauche est le rappel de l'appartenance à la francophonie.

## Statut du drapeau
Le 29 juin 2001, le drapeau franco-ontarien reçoit le statut de symbole officiel de la province par l'Assemblée législative de l'Ontario.
En septembre 2005, pour célébrer le 30e anniversaire du drapeau, la maison d'édition Prise de parole (en partenariat avec l'ACFO du Grand Sudbury) a publié un livre relatant l'histoire du drapeau. Le livre est intitulé Le drapeau franco-ontarien et est écrit par des étudiantes (Tina Desabrais, Denise Quesnel, Stéphanie St-Pierre et Francine Tisdelle) de l'Université Laurentienne sous la direction de Guy Gaudreau, historien à l'Université Laurentienne. En décembre 2006, un des premiers actes du nouveau maire de Sudbury, John Rodriguez, était de faire hisser le drapeau franco-ontarien à l'hôtel de ville.
Six drapeaux géants de 3 mètres par 6 mètres flottent en permanence à 27 mètres (90 pieds) dans le ciel dans la ville d'Ottawa (monuments de la francophonie) depuis 2007.